# Enrique Vallespí Pérez
Enrique Vallespí Pérez (Fabara, Zaragoza, 18 de julio de 1929-Sevilla, 22 de agosto de 2021) fue un arqueólogo y catedrático de Prehistoria español.

## Biografía
Era nieto de Lorenzo Pérez Temprado, arqueólogo miembro del conocido grupo del Boletín de Historia y Geografía del Bajo Aragón, junto a Santiago Vidiella Jasá, Mariano Galindo García, Matías Pallarés Gil, Bernardo Gerona Ferrer, Julián Ejerique Ruiz y Juan Cabré Aguiló que habían forjado fuertes vínculos con Pedro Bosch Gimpera y el Instituto de Estudios Catalanes que habrían de realizar varias y diferentes campañas de excavaciones arqueológicas por la comarca del Bajo Aragón durante finales del siglo XIX y primer tercio del siglo XX.
Estudió inicialmente Magisterio en la Escuela de Magisterio de Barcelona (1948) y después Bachiller en el Instituto Nacional de Enseñanza Media Goya de Zaragoza (1952), obteniendo luego su licenciatura y doctorado en Filosofía y Letras, sección de Historia, en la Universidad de Zaragoza en 1956 y 1959 respectivamente. Será Antonio Beltrán Martínez el director de su tesis doctoral titulada Bases arqueológicas para el estudio de los talleres de sílex del Bajo Aragón que obtuvo la máxima calificación y que «consistió en la ordenación de la secuencia y el poblamiento prehistórico de la cuenca del Ebro, a través del análisis de la tecnología lítica tallada.»
En 1956 recibió el Premio García Arista de Licenciatura de la Facultad de Filosofía y Letras de la Universidad de Zaragoza, y en 1957 el Premio Extraordinario en el Grado de Licenciado en Filosofía y Letras de la Universidad de Zaragoza. En 1959, tras la lectura de su Tesis Doctoral, recibiría los premios García Riba, de la Universidad de Zaragoza, y de Tesis Doctoral de la Excelentísima Diputación de Zaragoza.
Su trayectoria profesional durante los primeros años le llevó a varias universidades españolas donde ejerció como profesor universitario:
- Entre 1956 y 1963 fue ayudante de clases prácticas, así como ayudante de cátedra de Arqueología, en la Universidad de Zaragoza, donde impartió clases de Epigrafía y Numismática, y de prácticas de Arqueología.
- Entre 1965 y 1969 fue contratado como profesor adjunto de Historia en la Universidad de Deusto, impartiendo materias relativas a la Historia de Europa.
- Entre 1969 y 1975 fue contratado como profesor adjunto en la Universidad de Navarra, impartiendo asignaturas de Arqueología e Historia de Oriente Antiguo y Prehistoria Universal.
- Entre 1975 y 1977 fue contratado como profesor adjunto interino y profesor titular en la Universidad de Oviedo, donde fue responsable del Seminario de Prehistoria e impartió asignaturas de Prehistoria Universal.
- Finalmente, el 1 de octubre de 1977, y hasta su jubilación en 1999, tomó posesión de su plaza como profesor titular del área de conocimiento de Prehistoria en la Universidad de Sevilla. Durante esta etapa profesional impartiría numerosas asignaturas como Prehistoria Universal, Prehistoria de la península ibérica, Prehistoria del Mediterráneo y Europa Occidental I (Paleolítico y Epipaleolítico), Prehistoria del Cuaternario y Prehistoria de Andalucía.

## Obras

### Artículos
- 1996: “Industries in quartzite and the beginning of the use of flint in the Lower and Middle Palaeolithic Sequence of the Bajo Guadalquivir.” Non-Flint Stone Tools and the Palaeolithic Occupation of the Iberian Peninsula. BAR International Series 649, 135-140. Oxford. Junto con Díaz del Olmo, F.
- 1995: “El Bajo Guadalquivir en el Paleolítico Inferior y Medio Peninsular”. Homenaje a J. González Echegaray. Monografías Altamira 17, 13-16. Santander: Museo y Centro de Investigación de Altamira.
- 1993: “Industria lítica calcolítica tallada en las areniscas de la Sierra de Líbar, en la Serranía de Grazalema (Málaga-Cádiz)”. Junto con E. Ramos Muñoz, E. y Álvarez García, G. Gades 21, 9-46. Cádiz: Diputación de Cádiz.
- 1992: "Las industrias achelenses de Andalucía: arreglo y comentarios". Spal 1, 61-78. Sevilla: Universidad de Sevilla.

### Libros
- 1980: Prehistoria de Navarra. Con Ignacio Barandiarán Maestu en Trabajos de Arqueología Navarra. Pamplona: Diputación Foral de Navarra. Museo de Navarra - Institución Príncipe de Viana. ISBN 84-235-0501-4.
- 1980: Achelense y musteriense de Porzuna (Ciudad Real). Con R. García Serrano. Ciudad Real: Museo, ISBN 84-500-3517-1.
- 1985: Achelense y Musteriense de Porzuna (Ciudad Real): materiales de superficie, II (muestra de las colecciones de A. Retamosa y M. Expósito). Ciudad Real: Universidad de Castilla-La Mancha. ISBN: 84-600-4048-8. Junto con Ciudad Serrano, A.; García Serrano, R.
- 1985: Materiales del Neolítico-Eneolítico Final de la Vega de los Molares (Aldea del Rey, Ciudad Real). Ciudad Real: Museo de Ciudad Real. Estudios y monografías. ISBN 84-505-2489-X. Junto con Ciudad, A.; Hurtado Pérez, Víctor M.; García Serrano, R.; Caballero Klint, A.